# Société des technologies de l'information du Sri Lanka
 (août 2021).
Information Technology Society of Sri Lanka (ITSSL) est une organisation de technologie de l'information basée à Colombo, au Sri Lanka,,.
Les personnes clés de l'organisation sont Rajeev Yasiru Kuruwitage (président), Achin Buddhika et Isuru Chamara (vice-président).
Son siège est situé à Nugegoda,, en banlieue de Colombo. L'ITSSL a joué un rôle majeur dans les discussions et les commentaires sur le projet de loi relatif à la loi sur la cybersécurité et à la loi sur la protection des données,.